# ラバーン (テネシー州)
ラバーン（英: La Vergne）は、アメリカ合衆国テネシー州のラザフォード郡にある都市。人口は3万8719人（2020年）。州都ナッシュビルに隣接している。

## 歴史
入植が始まったのは1850年頃と推定されている。1861年に法人化し「ラバーン町」が誕生した。地名はフランス語だが由来ははっきりしない。意味は「緑」でフランス人の名字にもなる。

## 経済
市内を通る州間高速道路24号線はナッシュビル国際空港と直結しており、ナッシュビル都市圏の「産業道路」として機能している。沿線には大企業の事業所が多い。ラバーン市内の事業所の中ではブリヂストンのタイヤ工場の規模が大きい。

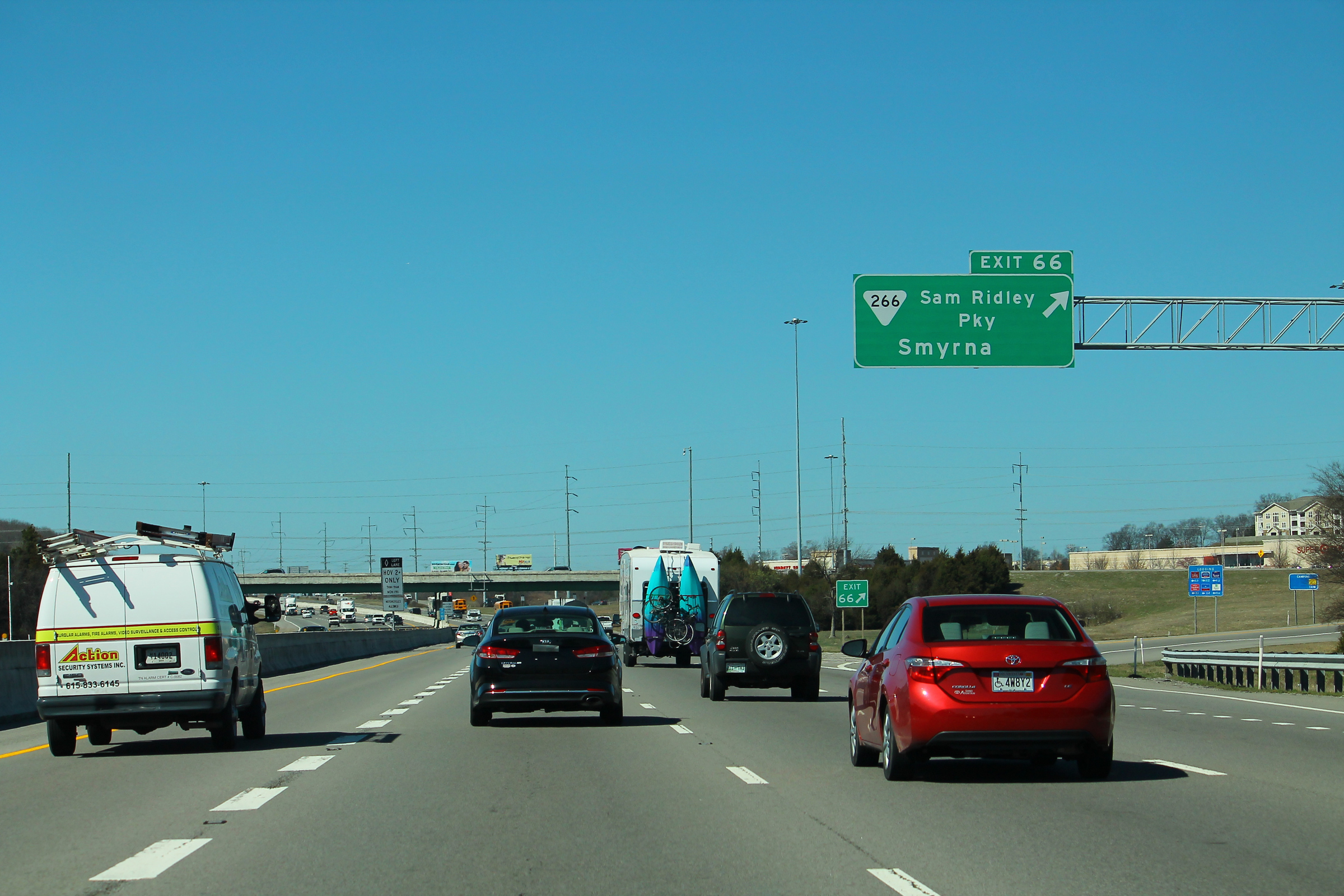
I-24

## 住民
2020年アメリカ合衆国国勢調査によれば、ラバーン市の人口の約27パーセントはアフリカ系アメリカ人、約24パーセントはヒスパニックだった。これはテネシー州では高い数値である。